# Calamaria pfefferi
Calamaria pfefferi (jap. 宮古姫蛇 bzw. ミヤコヒメヘビ Miyako-Hime-Hebi) ist eine Natternart der Gattung Calamaria, die auf den japanischen Inseln Miyako-jima und Irabu-jima verbreitet ist.

## Merkmale
Calamaria pfefferi

Link zum Bild

Die Zwergschlange hat eine Gesamtlänge von 16–20 cm. Der Kopf ist schmal und geht ohne Breitenänderung in den zylinderförmigen Körper über. Der Schwanz ist dick und kurz mit stumpfer Spitze. Die Beschuppung ist glatt und glänzend. Die Grundfarbe ist dorsal hellbraun bis ockerfarben und ventral hellgelb mit vereinzelten kleinen schwarzen Flecken. In der Mitte Rumpfes befinden sich 13 Schuppen. Die Anzahl der Bauchschuppen beträgt 142 bis 152 bei Männchen und 158 bis 162 bei Weibchen, und die Anzahl der Schwanzschuppenpaare beträgt 24 bis 26 für Männchen und 13 bis 15 für Weibchen.
Ähnliche Arten
Zu den ähnlichen Arten gehört die eng verwandte Unterart der Braunen Riednatter Calamaria pavimentata miyarai. Diese ist jedoch ausschließlich auf der japanischen Insel Yonaguni verbreitet, die zu den Yaeyama-Inseln gezählt wird.

## Lebensweise
Die Zwergschlange lauert oft unter totem Laub und Felsen. Sie ist hauptsächlich im April bis Juli, Oktober bis Dezember und Februar anzutreffen. Es wurde bestätigt, dass die Schlangen wie für Zwergschlangen typisch Regenwürmer fressen. Calamaria pfefferi ist ovipar (eierlegend).

## Vorkommen und Gefährdung
Die Natternart ist im Süden Japans auf Miyako-jima und Irabu-jima verbreitet, die zu den größten Miyako-Inseln zählen. Das gesamte Verbreitungsgebiet wird auf eine Fläche von weniger als 50 km² geschätzt.
Die Schlangenart wird von der IUCN und auf der nationalen Roten Liste gefährdeter Reptilien Japans 2020 als „stark gefährdet“ (Endangered) eingestuft. Zu den Bedrohungen zählen eingeschleppte Tierarten wie Japan-Wiesel und Blaue Pfauen. Ein detaillierter Trend der Populationszahlen ist nicht bekannt. In den letzten Jahren haben sich jedoch die Lebensräume aufgrund von Melioration und Straßenbau verringert und geteilt, und es wird angenommen, dass die Anzahl der Individuen abnimmt.

## Taxonomie
Die Art wurde 1901 von dem amerikanischen Zoologen Leonhard Stejneger erstbeschrieben. Benannt ist sie nach dem deutschen Zoologen Georg Pfeffer (1854–1931). Es sind keine Unterarten beschrieben.